# Touch ID

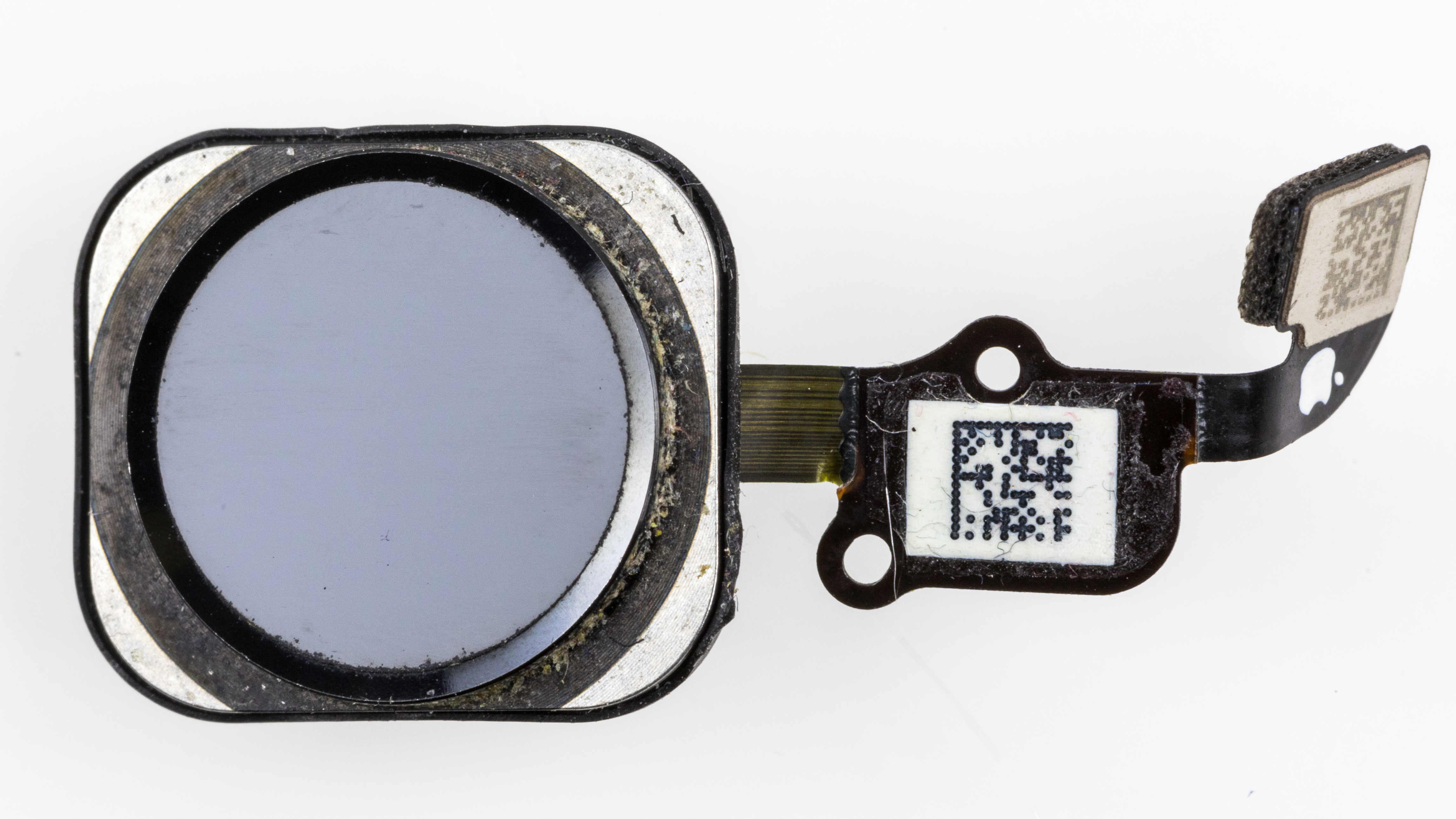
Touch ID, iPhone 6s

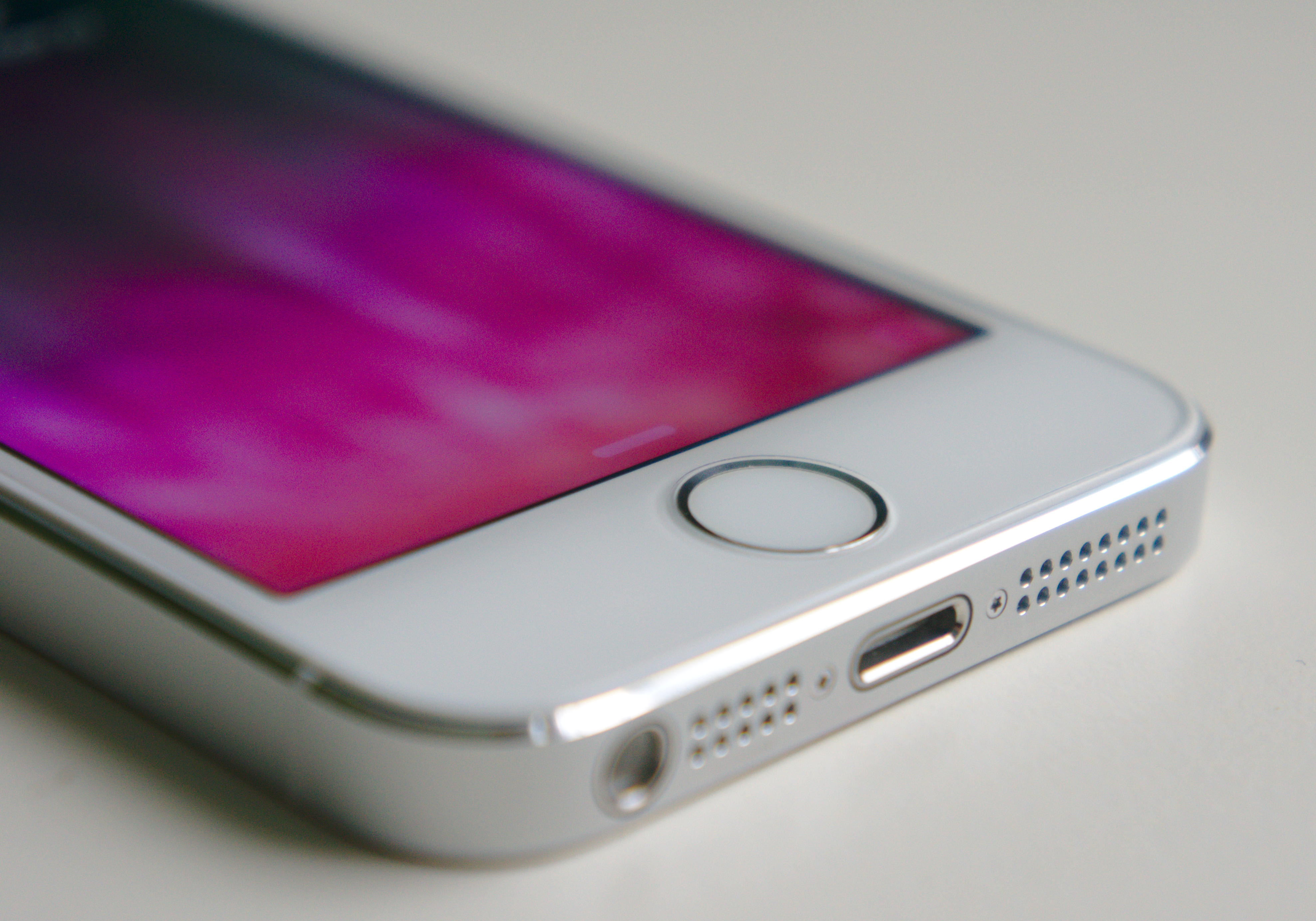
Botão Home com Touch ID no Apple iPhone 5s (primeiro iPhone com a novidade).

Touch ID é um sensor biométrico desenvolvido pela Apple Inc.. Foi inicialmente introduzido ao iPhone 5s e atualmente está disponível também para o iPhone SE (1ª Geração), iPhone 6, iPhone 6 Plus, iPhone 6s, iPhone 6s Plus, iPhone 7, iPhone 7 Plus, iPhone 8, iPhone 8 Plus, iPhone SE (2ª Geração), iPad Air 2, iPad mini 3, iPad Pro, iPad Pro 9.7, e iPad Mini 4. Através dele, é possível realizar compras nas lojas virtuais iTunes, App Store, Apple Bookstore, compras internas em aplicativos, proteger aplicativos como o Google Drive e o Notas, transações pelo Apple Pay e desbloquear a tela sem a necessidade de digitar sua respectiva senha, apenas encostando a impressão digital no sensor. Atualmente, o sensor está em sua segunda geração, funcionando de uma maneira mais rápida e mais segura, lançada em 2015, junto ao iPhone 6s e posteriores, iPad Pro e iPad Mini 4 e posteriores. Em 2016, o MacBook Pro com Touch Bar adotou a tecnologia e logo depois outro modelos como o MacBook Air.
Em 2017, a Apple introduziu o Face ID no iPhone X e nos modelos seguintes da linha. O iPhone 8, iPhone SE (2ª Geração) e os modelos anteriores ainda permanecem com o Touch ID. O iPad Air (2020) apresenta um Touch ID no botão superior, ao invés de ser usado no botão início.

## Segurança e privacidade
Os dados recebidos pelo Touch ID são armazenados no processador do dispositivo e não são compartilhados com os servidores da Apple. Após a atualização do iOS 8, aplicativos de terceiros poderão utilizar o recurso para realizar compras ou outras funções.

## Gerações
| Geração | Modelo |
| ------- | --- |
| 1ª      | - iPhone 5s - iPhone SE (1.ª geração) - iPhone 6 - iPhone 6 Plus                                             |
| 2ª      | - iPhone 6s - iPhone 6s Plus - iPhone 7 - iPhone 7 Plus - iPhone 8 - iPhone 8 Plus - iPhone SE (2.ª geração) |